# Kim Geun-tae
Đây là một tên người Triều Tiên, họ là Kim.
Kim Geun-tae (14 Tháng 2 năm 1947 – 30 tháng 12 năm 2011) là một nhà hoạt động dân chủ và chính trị gia Hàn Quốc.

## Cuộc đời
Kim Geun-tae sinh ra ở Bucheon, Gyeonggi-do. Ông học ở trường trung học Gyeonggi, sau đó học chuyên ngành kinh tế tại Đại học Quốc gia Seoul. Tại đây, ông bắt đầu hoạt động chống chế độ độc tài của Tổng thống Park Chung-hee. Ông đã bị bắt nhiều lần và trải qua nhiều năm trong tù.
Sau khi Park Chung-hee bị ám sát vào năm 1979, chế độ độc tài quân sự của Tổng thống Chun Doo-hwan tiếp tục vào năm 1980. Sau khi Kim ra tù, ông tiếp tục phản đối chống lại chế độ của Chun Doo-hwan và thành lập các nhóm hoạt động dân chủ Thanh niên Dân chủ Liên minh (민청련, 民 靑 联) vào năm 1983. Năm 1985, ông đã bị bắt và bị tra tấn tàn bạo trong 23 ngày bởi Lee Guen An, thanh tra viên của cảnh sát quốc gia.
Năm 1987, ông nhận được Giải thưởng Nhân quyền Robert F. Kennedy cùng với bà In Jae-keun, vợ ông. Ông tố cáo quá trình bị tra tấn và danh tính của những kẻ bắt giữ mình trước tòa án nhưng Chính phủ phủ nhận. Sau khi phong trào dân chủ thành công, chế độ quân sự phải ban hành cải cách dân chủ. Lee Geun An, người tra tấn Kim, bị truy nã.
Kim được coi là một trong những nhà hoạt động quan trọng nhất trong phong trào dân chủ của Hàn Quốc và ông đã hoạt động chính trị theo đề nghị của Kim Dae-jung vào năm 1995. Sau khi Kim Dae-jung rời khỏi chức vụ Tổng thống Hàn Quốc vào năm 1997, Kim là một trong những ứng cử viên sáng giá. Nhưng ông đã từ bỏ cuộc đua giữa chừng, và hỗ trợ cho Roh Moo-hyun, người trở thành Tổng thống vào năm 2002.
Trong nhiệm kỳ tổng thống của ông Roh, ông là một cựu lãnh đạo của đảng Uri (nay là Đảng Dân chủ) và ông là Bộ trưởng Bộ Y tế và Phúc lợi 2004-2006. Ông cũng là thành viên của Quốc hội Hàn Quốc từ năm 1996 đến năm 2008.
Ông mắc bệnh Parkinson vào năm 2006. Tình trạng của ông trở nên tồi tệ trong năm 2010, đến mức ông không thể tham dự lễ cưới của con gái mình. Ông bị suy sụp sau biến chứng bệnh Parkinson (máu đông trong não) vào tháng 11 năm 2011. Kim qua đời ngày 30 tháng 12 năm 2011, khi ông 64 tuổi. Ông được chôn cất tại Nghĩa trang Moran, Seongnam, nơi chôn cất những nhà hoạt động dân chủ nổi tiếng.

## Văn hóa
Trong bộ phim ''National Security'' (2012), Kim Geun-tae được thể hiện bởi Park Won-sang.